# Grand Prix-seizoen 1895
In het Grand Prix-seizoen 1895 werd voor het eerst races in de Verenigde Staten en Italië verreden. Het seizoen begon op 25 februari en eindigde op 28 november na vier races.

## Kalender
| Datum       | Land             | Racenaam               | Winnaar          | Constructeur | Verslag |
| ----------- | ---------------- | ---------------------- | ---------------- | ------------ | ------- |
| 18 mei      | Italië           | Turijn-Asti-Turijn     | Simone Federmann | Daimler      | verslag |
| 11-15 juni  | Frankrijk        | Parijs-Bordeaux-Parijs | Émile Levassor   | Panhard      | verslag |
| 2 november  | Verenigde Staten | Times-Herald Expo Run  | Oscar Mueller    | Mueller-Benz | verslag |
| 28 november | Verenigde Staten | Times-Herald Contest   | J. Frank Duryea  | Duryea       | verslag |

1894 · 1895 · 1896 · 1897 · 1898 · 1899 · 1900 · 1901 · 1902 · 1903 · 1904 · 1905 · 1906 · 1907 · 1908 · 1909 · 1910 · 1911 · 1912 · 1913 · 1914 · 1915 · 1916 · Eerste Wereldoorlog · 1919 · 1920 · 1921 · 1922 · 1923 · 1924 · 1925 · 1926 · 1927 · 1928 · 1929 · 1930 · 1931 · 1932 · 1933 · 1934 · 1935 · 1936 · 1937 · 1938 · 1939 · 1940-1945 (Tweede Wereldoorlog) · 1946 · 1947 · 1948 · 1949 
 Lijst van Grand Prix-wedstrijden voor 1950